# Las Historias del Alférez Ståhl

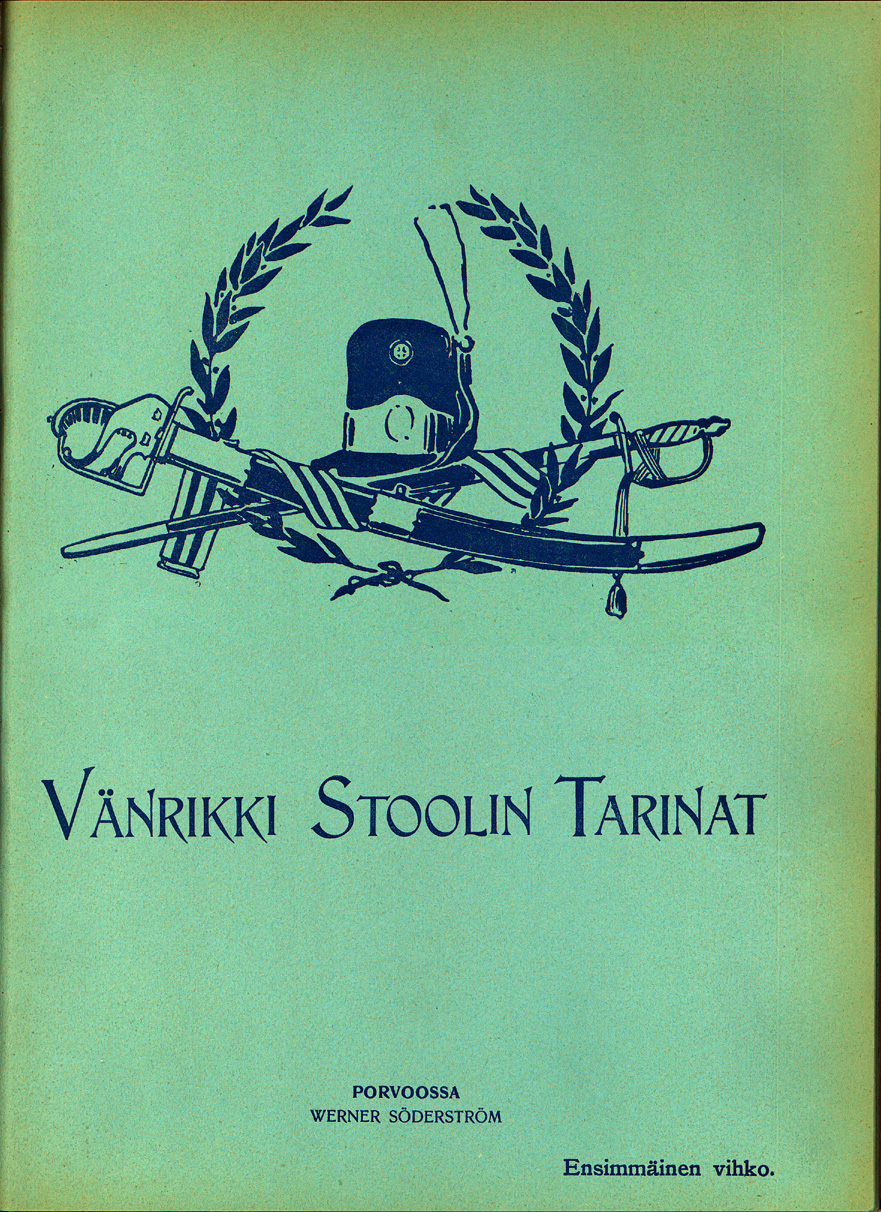
Portada en finés de Las Historias del Alférez Ståhl.

Las Historias del Alférez Ståhl, también titulado "Relatos del Alférez Ståhl (o Stål)" (en sueco Fänrik Ståhls sägner; en finlandés Vänrikki Stoolin tarinat) es un poema épico escrito (en sueco) por el autor sueco-finés Johan Ludvig Runeberg, el poeta nacional de Finlandia. El apellido "Ståhl" (en ortografía sueca moderna, "Stål") significa "acero".
El poema describe los eventos de la Guerra Finlandesa (1808–1809), y fue publicado en dos partes en 1848 en 1860. El primer capítulo del poema también se convirtió en el himno nacional de Finlandia.